# Cannibals – Welcome to the Jungle
Cannibals – Welcome to the Jungle (Welcome to the Jungle) ist ein australisch-amerikanischer Horror-Abenteuerfilm im Stil einer Dokumentation des Regisseurs und Drehbuchautors Jonathan Hensleigh aus dem Jahr 2007.
Der Film ist von Ruggero Deodatos umstrittenem Kannibalenfilm Cannibal Holocaust (1980) inspiriert.

## Handlung
Der 23-jährige Michael Rockefeller, Sohn des US-Vizepräsidenten Nelson A. Rockefeller, verschwindet 1961 spurlos im Dschungel Neuguineas, einem vermeintlichen Kannibalen-Gebiet. Trotz der größten Suchaktionen der US-Geschichte und einer hohen Belohnung bleibt der Millionenerbe verschollen. Dennoch kursieren immer wieder Gerüchte und angebliche Sichtungen, wonach der Vermisste im undurchdringlichen Dschungel lebe.
Suva, Fidschi in der Gegenwart. Die Filmemacherin Mandi holt die erholungssuchende Musikerin Bijou, die sie seit sieben Jahren nicht mehr gesehen hat, vom Flughafen ab. Gemeinsam verbringen die beiden Mittzwanziger einige schöne Tage, die auch Männerbekanntschaften einschließen. Über Mandis Freund Colby lernt die aus Sydney angereiste Bijou den Amerikaner Mikey kennen und lieben. Als die vier Twens eines Tages von einem Helikopter-Piloten hören, der angeblich einen über 70-jährigen bärtigen Weißen in den Tiefen des Dschungels gesichtet haben will, ist ihre abenteuerliche Neugier geweckt. Sie beschließen nach dem Mann zu suchen, obgleich sie ihre gefährliche Expedition in eine der unsichersten Gegenden der Welt führt. Daneben erhoffen sie sich eine große Belohnung für das Auffinden Rockefellers.
Über den Hafen Port Moresby in Papua-Neuguinea reist die Gruppe mit dem Kleinbus an die Grenze des zu Indonesien gehörenden Westteils der Insel, der verwaltungstechnisch autonomen Provinz Papua. Von hier aus setzen die vier Abenteurer ihren beschwerlichen Marsch durch den tropischen Regenwald zu Fuß fort. Die illustre Gemeinschaft hinkt dem ursprünglichen Zeitplan hinterher, und es kommt zu ersten Konflikten, die mit einer Freveltat des undisziplinierten Mikeys – er entwendete einen Schädel von Kannibalenkriegern aus einer Begräbnisstätte – eskalieren und schließlich zur Spaltung der Truppe führen.
Mikey und Bijou stehlen die Reiseverpflegung und fliehen mit einem Floß vor den zurückgelassenen Freunden, die zeitlich versetzt die Verfolgung der Flüchtenden aufnehmen. Derweil werden Mikey und Bijou von den wütenden Mitgliedern eines Kannibalenstammes bedrängt und getötet. Nach einer wahren Tortur durch unbekanntes Territorium werden am Ende des Films auch Colby und Mandi von den „Eingeborenen“ gewaltsam getötet. In der letzten Szene sieht man einen älteren weißen Mann mit den Ureinwohnern am Lagerfeuer.

## Kritiken
Blickpunkt:Film schrieb, der Film sei ein „Low-Budget-Horrorfilm nach ‚Blair Witch Project‘-Muster und klassischen Genrevorbildern.“
Die Filmzeitschrift VideoWoche lobte den unterhaltsamen Genrefan-Zeitvertreib. Der Film sei „keine schlechte Idee“ und weit weniger kontrovers als einige Vorbilder.